# ...All This Time
…All This Time é o segundo álbum ao vivo do cantor Sting, lançado a 31 de Outubro de 2001.

## Faixas
Todas as faixas por Sting, exceto onde anotado.
| N.º | Título                               | Duração |  |
| 1.  | "Fragile"                            | 4:35    |  |
| 2.  | "A Thousand Years" (Kipper, Sting)   | 3:02    |  |
| 3.  | "Perfect Love…Gone Wrong"            | 4:11    |  |
| 4.  | "All This Time"                      | 5:20    |  |
| 5.  | "The Hounds of Winter"               | 4:29    |  |
| 6.  | "Don't Stand So Close to Me"         | 2:15    |  |
| 7.  | "When We Dance"                      | 4:52    |  |
| 8.  | "Dienda" (Kenny Kirkland, Sting)     | 3:12    |  |
| 9.  | "Roxanne"                            | 3:36    |  |
| 10. | "If You Love Somebody Set Them Free" | 4:57    |  |
| 11. | "Brand New Day"                      | 4:46    |  |
| 12. | "Fields of Gold"                     | 3:50    |  |
| 13. | "Moon Over Bourbon Street"           | 2:55    |  |
| 14. | "If I Ever Lose My Faith in You"     | 4:31    |  |
| 15. | "Every Breath You Take"              | 5:04    |  |

| Críticas profissionais                                                      | Críticas profissionais |
| Avaliações da crítica                                                       | Avaliações da crítica  |
| Fonte                                                                       | Avaliação              |
| --------------------------------------------------------------------------- | ---------------------- |
| allmusic                                                                    | [ 2 ]                  |
| Rolling Stone                                                               | [carece de fontes?]    |
| Esta tabela precisa de ser acompanhada por texto em prosa. Consulte o guia. |                        |

## Paradas
| Parada (1993)                  | Posições |
| ------------------------------ | -------- |
| Estados Unidos - Billboard 200 | 32       |
| Canadá - Top Canadian Albums   | 10       |
| Top Internet Albums            | 6        |